# Dumbrava (okręg Ardżesz)
Dumbrava – wieś w Rumunii, w okręgu Ardżesz, w gminie Bogați. W 2011 roku liczyła 4 mieszkańców.